# Dasythemis esmeralda
Dasythemis esmeralda is een libellensoort uit de familie van de korenbouten (Libellulidae), onderorde echte libellen (Anisoptera).
De wetenschappelijke naam Dasythemis esmeralda is voor het eerst geldig gepubliceerd in 1910 door Ris.